# 仙石由人
もしかして
- 仙谷由人

ではありませんか？